# Hans Bühler (Reiter)
Hans Ulrich Eduard Bühler (* 12. April 1893 in Winterthur; † 1. Juni 1967 Berg am Irchel; heimatberechtigt in Winterthur) war ein Schweizer Springreiter, Plastiker, Maler, Grafiker und Fabrikant.

## Leben und Werk

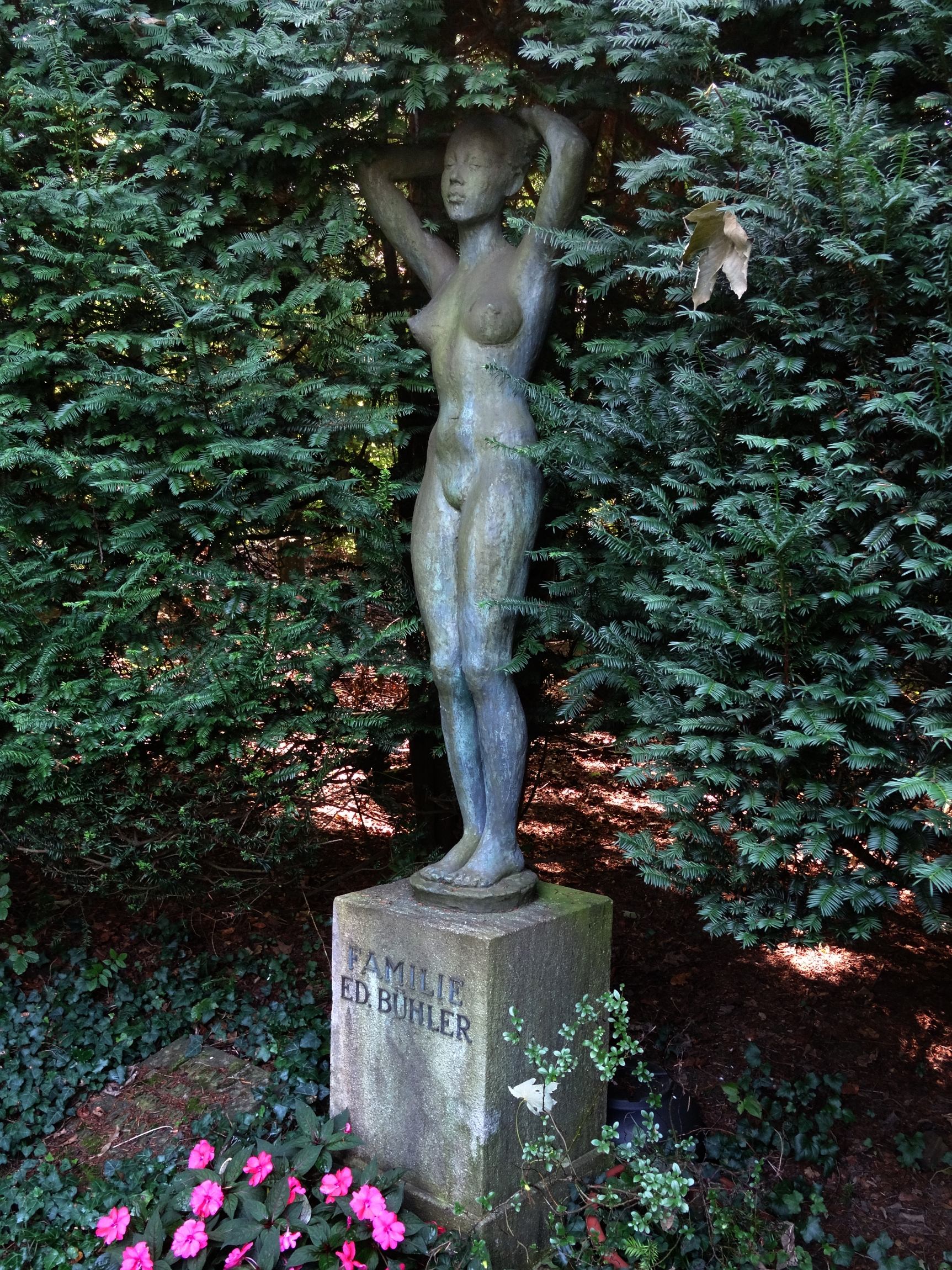
Familiengrab Bühler. Friedhof Rosenberg in Winterthur.

Bühler nahm als leidenschaftlicher Pferdeliebhaber und Jäger 1924 bei den Olympischen Spielen in der Einzelwertung und im Team-Wettbewerb teil. Während er mit dem Pferd Mikosch in der Einzelwertung auf den 20. Platz kam und in der Dressur auf den 14., gewann er mit Sailor Boy und zusammen mit Alphonse Gemuseus (Lucette) und Werner Stuber (Girandole) beim Preis der Nationen die Silbermedaille.
Bühler schuf als Künstler gerne Pferdeplastiken und legte eine berühmte Bildersammlung an. 1922 kaufte er das Schloss Berg am Irchel, das kurz zuvor Rainer Maria Rilke vorübergehend als Wohnsitz gedient hatte.
Bühler war mit Marguerite, geborene Volkart (1897–1987), verheiratet. Zusammen hatten sie vier Kinder. Ihre älteste Tochter war Veronika von Stockar (1919–2010), die 1956 auf ihrem Anwesen die Greifvogelstation Berg am Irchel gründete.
Marguerite Bühler war die jüngste Tochter von Georg Gottfried Volkart-Ammann (1850–1928) und der Molly († 1901), geborene Ammann. Ihre älteren Schwestern waren Nanny Wunderly (1878–1962) und Elisabeth Aman.
Seine letzte Ruhestätte fand Hans Bühler auf dem Friedhof Rosenberg. Die Grabplastik schuf Hermann Haller.